# Hicham Idelcaid
 (août 2024).
Hicham Idelcaid (en arabe : إد القايد هشام) ; né le 2 août 1977 à Casablanca, est plus connu sous le nom de « Hicham The Healer by Energy », est un chanteur, artiste musical, danseur, multi-instrumentiste et thérapeute énergétique marocain. Après s’être fait un nom en tant que thérapeute Reiki, il se lance dans la musique. La chanson Ntya Lya est son premier single.

## Biographie
Hicham est né à Casablanca, au Maroc en 1977. Il a déménagé en Belgique après avoir obtenu son baccalauréat et ce en 1998. Il a  étudié deux ans dans une école de droit anglaise, puis il a commencé une formation pour devenir entraîneur professionnel en natation qu'il a fait carrière depuis 20 ans.
Actuellement, il est chanteur, thérapeute énergétique (Reiki Master), responsable d'une équipe de sauveteurs et coach de natation.
“The Healer by Energy” a pu lancer son premier single “Ntya Lya” (Tu es à moi) en 2021 après plusieurs mois de travail en collaboration avec le producteur et réalisateur Med Leon,.
Hicham avait une grande passion pour la musique et voulais devenir un chanteur depuis qu’il était tout petit mais il a du attendre plusieurs années pour le réaliser. D’ailleurs, plusieurs chanteurs de renom l’ont encouragé, dont Douzi, son ami et acolyte, avec qui il pourrait un jour collaborer.
Par ailleurs, Hicham Idelcaid a participé à plusieurs concours musicaux, dont “The Voice Belgique” qu’il n’a pas pu remporter, mais il a pu en gagner certains.

## Discographie
- Ntya Lya (2021)
- Mali Mali (2021)
- Wallah 3ajib (2022)

### Entrevues
- Interview avec Hicham Idelcaid : le mélomane de la musique afro
- Social Star. EP41. Hicham Idelcaid, guérisseur: «je n’ai pas de limite»

- Hicham Idelcaid s'explique